# Cabinet de garde-robe de Louis XVI
Le cabinet de garde-robe de Louis XVI est une salle du château de Versailles, en France.

## Localisation

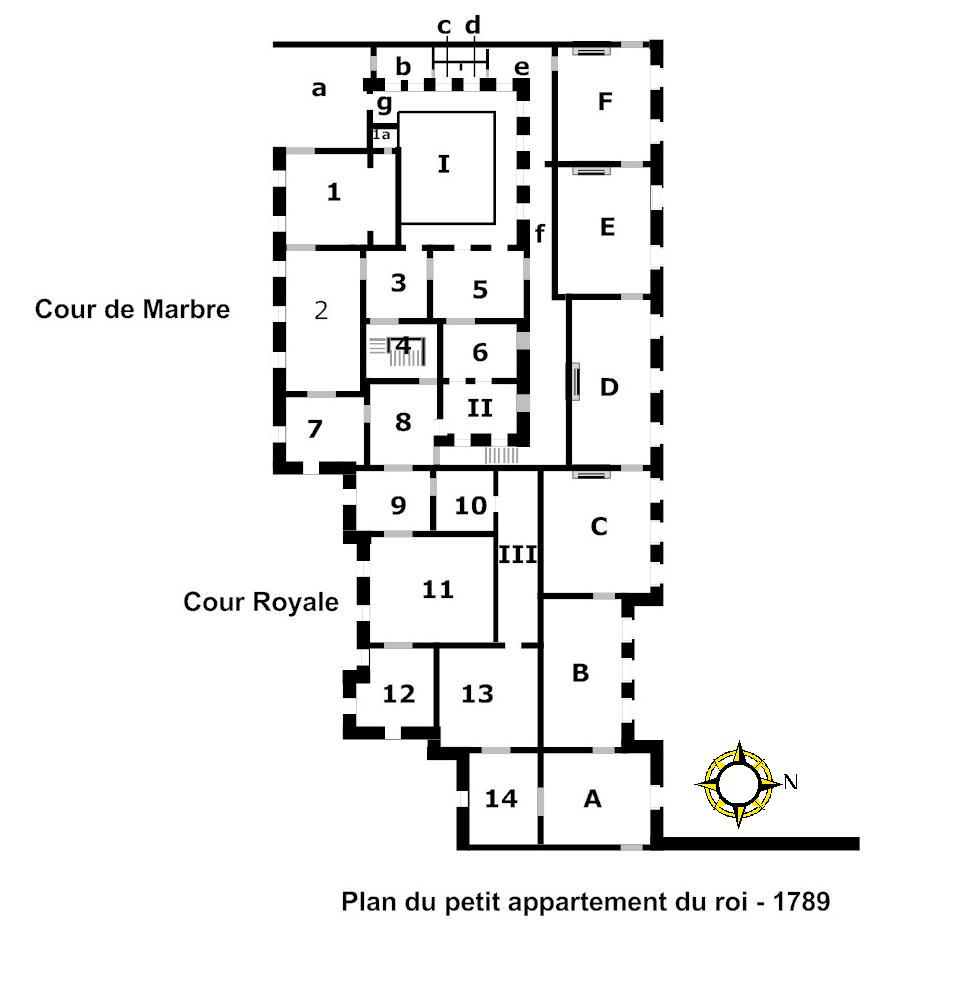
Plan du petit appartement du roi en 1789 ; Le cabinet de garde-robe de Louis XVI est indiqué en 1a.

Le cabinet de garde-robe de Louis XVI est situé dans le Petit appartement du Roi, au premier étage du bâtiment principal du château de Versailles.
La pièce communique à l'est avec la chambre de Louis XV. L'alcôve de celle-ci donne accès au cabinet par une porte dissimulée sous tenture.

## Décor
Principal élément du décor de cette petite pièce, les délicates boiseries sont dues au ciseau d'Antoine Rousseau. Elles datent de 1788 et ont pour sujet les sciences, les arts, la guerre, la marine, l'agriculture et le commerce.